# Schola Cantorum de Paris
Schola Cantorum de Paris — частная консерватория в Париже. Основана в 1894 году Шарлем Бордом, Александром Гильманом и Венсаном д’Энди в противовес Парижской консерватории с акцентом на оперу.

## История
Основана в 1894 году и открыта 15 октября 1896 в качестве альтернативы Парижской консерватории. Александр Гильман, органист консерватории, был первым директором в школе. Затем директором стал д’Энди. Он установил программу, которая способствовала изучению позднего барокко и раннего классицизма, григорианского хорала и ренессансной полифонии. В этот период по мнению Р. Роллана: «Школа эта, делающая упор на основательное усвоение не одних только классиков, но и музыкальных примитивов, приняла с самого своего основания в 1900 году откровенно-национальный характер, до известной степени направленный против немецкого искусства». Согласно Oxford Companion to Music, «поощрялись твердые знания в технике, но не оригинальность; выпускниками, которые могли бы выдержать сравнение с лучшими консерватории студенты были Маньяр, Руссель, Деода де Северак и Пьер де Бревиль».
Школа первоначально располагалась на Монпарнасе; в 1900 году переехала на своё нынешнее место, в здание бывшего монастыря в Латинском квартале.

## Выпускники
Помимо упомянутых выше:
- Жозеф Кантелуб[4]
- Коул Портер (в течение нескольких месяцев в 1920 году)[5]
- Эрик Сати (как зрелый студент)[6]
- Хоакин Турина[7]
- Эдгард Варез[8]

## Преподаватели
- Исаак Альбенис[9]
- Леон Барзен[10]
- Ванда Ландовска[11]
- Жан Лангле[3]
- Оливье Мессиан[8]
- Дариус Мийо[3]
- Альбер Руссель[12]